# SN 1973R
SN 1973R – supernowa typu II-P odkryta 26 grudnia 1973 roku w galaktyce NGC 3627. Jej maksymalna jasność wynosiła 15,30m.